# Internationale luchthaven Tocumen
De internationale luchthaven Tocumen (Spaans: Aeropuerto Internacional de Tocumen) is de internationale luchthaven van Panama-Stad, de hoofdstad van Panama. Het veld ligt op zo'n 15 kilometer van het stadscentrum. Tocumen is het drukste vliegveld van het land en het op twee na drukste van Midden-Amerika. Het is tevens het enige veld in het land met meer dan één start- en landingsbanen.

## Geschiedenis
Het vliegveld ontstond in 1947 maar werd in de beginjaren voornamelijk gebruikt als militair vliegveld onder de naam Patilla Point Airfield ter verdediging van de stad en het Panamakanaal. Van het vliegveld uit die tijd is nu weinig meer terug te zien. Op de locatie staat nu het vrachtafhandelingscentrum van de in 1971 gemoderniseerde luchthaven.

## Vervoerscijfers
De belangrijkste luchtvaartmaatschappij van de luchthaven is Copa Airlines. In 2011 werd circa 80% van het verkeer op de luchthaven verzorgd door deze Panamese luchtvaartmaatschappij. In de onderstaande figuur een overzicht van de vervoersstromen op de luchthaven sinds 2003.
| Jaar | Totaal passagiers | Totaal vracht | Totaal vliegtuigbewegingen |
| ---- | ----------------- | ------------- | -------------------------- |
| 2003 | 2.145.489         | 85.508        | 43.980                     |
| 2004 | 2.398.443         | 96.215        | 45.703                     |
| 2005 | 2.756.948         | 103.132       | 47.873                     |
| 2006 | 3.215.423         | 82.186        | 53.853                     |
| 2007 | 3.805.312         | 82.463        | 61.400                     |
| 2008 | 4.549.170         | 86.589        | 73.621                     |
| 2009 | 4.748.621         | 83.513        | 80.330                     |
| 2010 | 5.042.410         | 98.565        | 84.113                     |
| 2011 | 5.844.561         | 110.946       | 93.710                     |